# Украинское языкознание
Украинское языкознание (лингвистика) — языкознание, изучающее украинский язык.

## Периодизация украинского языкознания в XX в
В истории украинского советского языкознания выделяют четыре периода:
- I период (1917 — начало 30-х годов). Характеризуется активным исследованием фонетики и грамматики, истории и диалектологии украинского языка, ярко выраженным практическим направлением языкознания;
- II период (30 — 40-е годы). Период наступления на украинизацию и репрессивной политики ВКП(б) — КПСС, когда сворачивались теоретические исследования и приостановилась практическая работа;
- III период (50 — 60-е годы). Характеризуется стремлением обновить теорию языкознания, вниманием к развитию грамматических исследований, лексикографии и лингвостилистики;
- IV период (70 — 80-е годы). Отмечается не только развитием сравнительно-исторического языкознания, но и созданием сомнительных прогнозов, выдававшихся за социолингвистику.

## I период (1917 — начало 30-х годов)
В первый период был основан «Институт украинского научного языка» Всеукраинской академии наук (1921), созданы кафедры украинского и других языков в высших учебных заведениях. Интенсивно велись языковедческие исследования, заключались переводные и терминологические словари, в частности «Русско-украинский словарь» под редакцией А. Крымского (т. 1-3, 1924—1933). Появились учебники и пособия по украинскому языку (Н. Грунский и Г. Сабалдиря в 1920 г., А. Синявского в 1923 г., М. Наконечного в 1928 г.; под редакцией Л. Булаховского в 1929-30 гг.), по истории и диалектологии («Очерки украинского языка и хрестоматия из памятников Письменская староукраинщины XI—XVIII вв.» А. Шахматова и А. Крымского в 1922 г., «Очерк истории украинского языка» П. Бузук в 1927 г., «Курс истории украинского языка» Е. Тимченко в 1927 г.). Началась работа над составлением «Исторического словаря украинского языка» (вышло два выпуска первого тома в 1930 и 1932 годах). Изданы десятки терминологических словарей.
Кроме украинских, исследуют другие славянские языки, а также германские, романские, тюркские и арабские языки (заметным явлением не только в украинских, но и в мировом языкознании есть исследования по ориенталистики А. Крымского).

## II период (30 — 40-е годы)
В начале 30-х годов интенсивное развитие украинского языкознания было приостановлено. Началась борьба официальной коммунистической политики против украинского языка и культуры. Широкого масштаба достигли репрессии относительно ведущих деятелей украинской науки, литературы, искусства. Безосновательно были репрессированы В. Ганцов, М. Гладкий, А. Курило, С. Смеречинский, М. Сулима, К. Нимчинов, А. Синявский, А. Изюмов, М. Иогансен, Н. Малыши, Н. Сладкий, Б. Ткаченко , Г. Сабалдир, впоследствии А. Крымский и другие. Развернулся массовый поиск «ошибок» в трудах лингвистов предыдущих лет. Появляются публикации с критикой языковедов.

## III период (50 — 60-е годы)
В 50-е годы после дискуссии «нового учения о языке» наступило некоторое оживление в украинском языкознании. Появляются исследования по сравнительно-историческому языкознанию. Заметным явлением стал выход двухтомного «Курса современного украинского языка» под редакцией Л. Булаховского (1951) и «Исторической грамматики украинского языка» А. Безпалько, М. Бойчука, М. Жовтобрюха, С. Самойленко и И. Тараненко (1957) и двухтомного «Курса истории украинского литературного языка» (1958—1961).
В 60-е годы XX в. оживился интерес к изучению памятников украинского языка, в частности были изданы «Грамматика» И. Ужевича, «Лексикон» П. Беринды, «Лексис» Л. Зизания, лексикографические работы Е. Славинецкого, А. Корецкого-Сатановского, «Словарь украинского языка» П. Белецкого-Носенко и др. Эта работа продолжалась и в 70-е годы.
Знаменательными событиями в украинской лексикографии было издание шеститомного «Украинско-русского словаря» (1953—1963), трёхтомного «Русско-украинского словаря» (1968), двухтомного «Словаря языка Т. Г. Шевченко» (1964).
На 50-60-е годы приходится зарождение украинской лингвостилистики и интенсивные исследования диалектов украинского языка, что впоследствии вылилось в заключение «Атласа украинского языка».

## IV период (70 — 80-е годы)
С «хрущёвской оттепелью» 60-х годов усилилось внимание языковедов к культуре украинского языка (с 1967 г. стал выходить межведомственный сборник «Культура слова»), до новых направлений исследования языка (структурная и математическая лингвистика, связана со школой В. Перебейнос). В 60-80-е годы активизировалось исследование межъязыковых контактов (Ю. Жлуктенко, В. Акуленко, В. Семчинський, А. Ткаченко), развивается славистика (А. Мельничук, В. Русановский), германистика и романистика (Ю. Жлуктенко, Б. Задорожный, Г. Почепцов, А. Чередниченко), исследуются балтийские (А. Непокупный), тюркские (А. Гаркавец), финно-угорские (П. Лизанец, А. Ткаченко) и другие языки, закладываются основы украинской акцентологические школы (В. Скляренко, В. Винницкий).